# Ferrières-sur-Sichon

Ferrières-sur-Sichon este o comună în departamentul Allier din centrul Franței. În 1 ianuarie 2022 avea o populație de 506 de locuitori.